# Габийу
Габийу́ (фр. Gabillou) — коммуна во Франции, находится в регионе Аквитания. Департамент — Дордонь. Входит в состав кантона От-Перигор-Нуар. Округ коммуны — Перигё.
Код INSEE коммуны — 24192.

## География

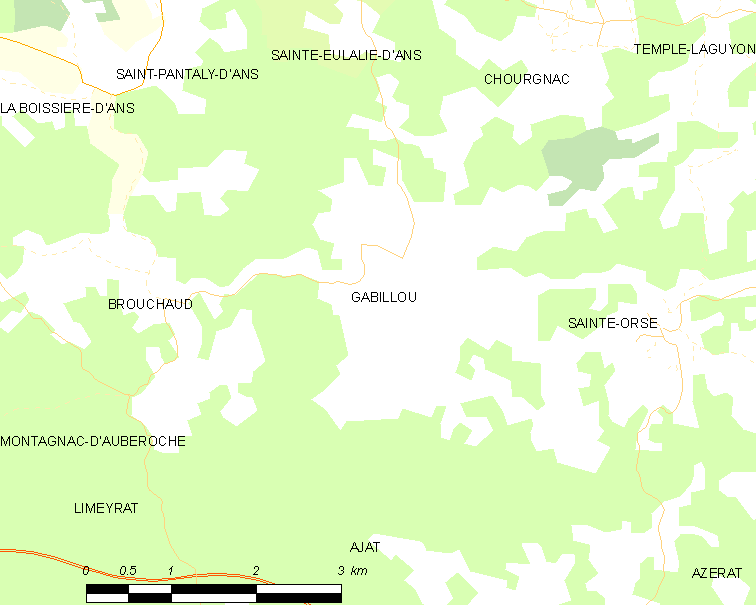
Карта коммуны

Коммуна расположена приблизительно в 420 км к югу от Парижа, в 135 км восточнее Бордо, в 25 км к востоку от Перигё.
По территории коммуны протекает река Су.

### Климат
Климат умеренный океанический со средним уровнем осадков, которые выпадают преимущественно зимой. Лето здесь долгое и тёплое, однако также довольно влажное, здесь не бывает регулярных периодов летней засухи. Средняя температура января — 5 °C, июля — 18 °C. Изредка вследствие стечения неблагоприятных погодных условий может наблюдаться непродолжительная засуха или случаются поздние заморозки. Климат меняется очень часто, как в течение сезона, так и год от года.

## Население
Население коммуны на 2010 год составляло 92 человека.
| 1962 | 1968 | 1975 | 1982 | 1990 | 1999 | 2010 |
| ---- | ---- | ---- | ---- | ---- | ---- | ---- |
| 148  | 130  | 97   | 94   | 104  | 89   | 92   |

## Администрация
| Период | Период | Фамилия     | Партия       | Примечания |
| ------ | ------ | ----------- | ------------ | ---------- |
| 1991   | 2020   | Гастон Гран | беспартийный | пенсионер  |

## Экономика
В 2010 году среди 64 человек трудоспособного возраста (15-64 лет) 46 были экономически активными, 18 — неактивными (показатель активности — 71,9 %, в 1999 году было 65,5 %). Из 46 активных жителей работали 45 человек (25 мужчин и 20 женщин), безработным был 1 мужчина. Среди 18 неактивных 1 человек был учеником или студентом, 13 — пенсионерами, 4 были неактивными по другим причинам.

## Фотогалерея

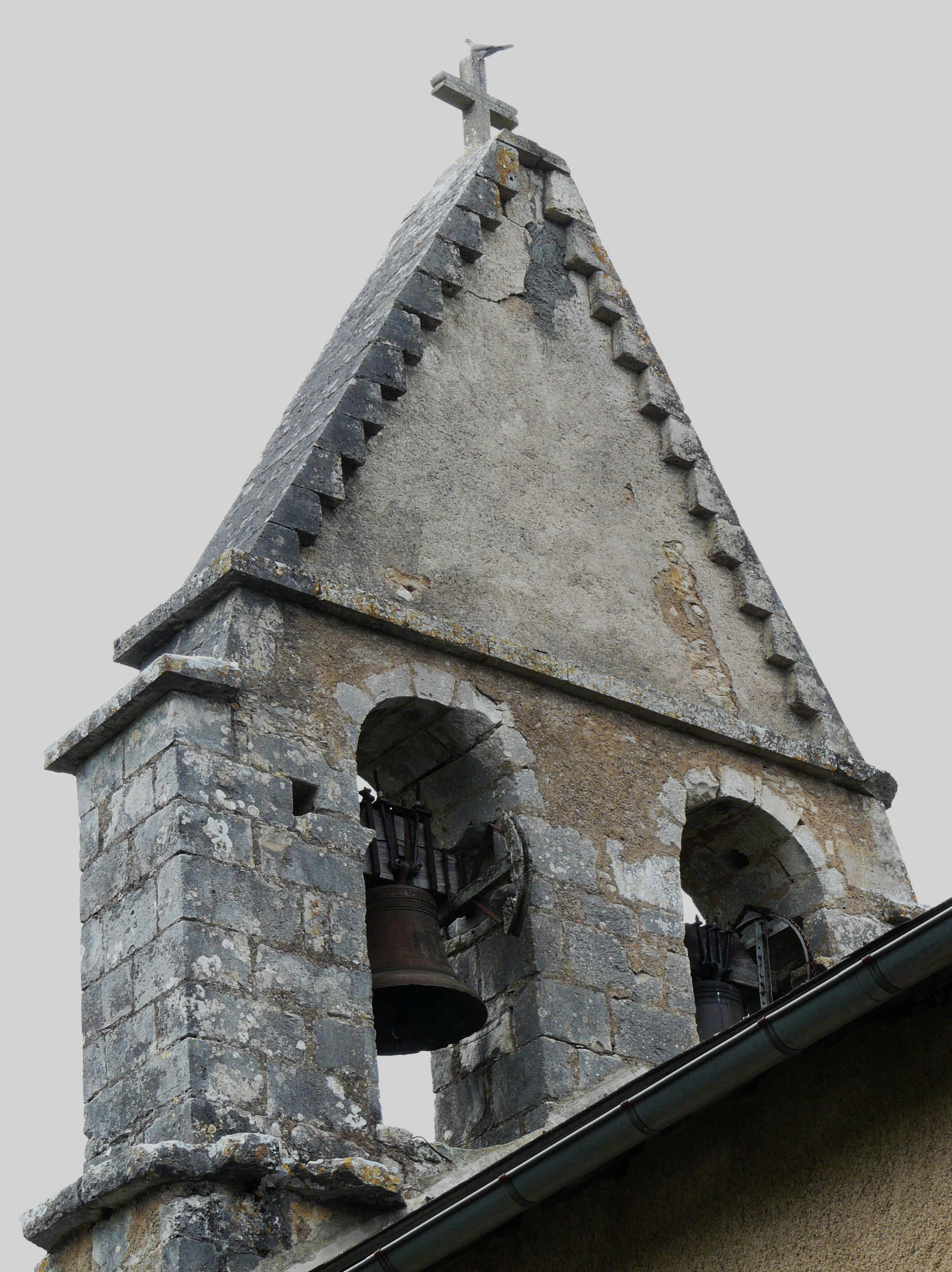
Колокольня церкви
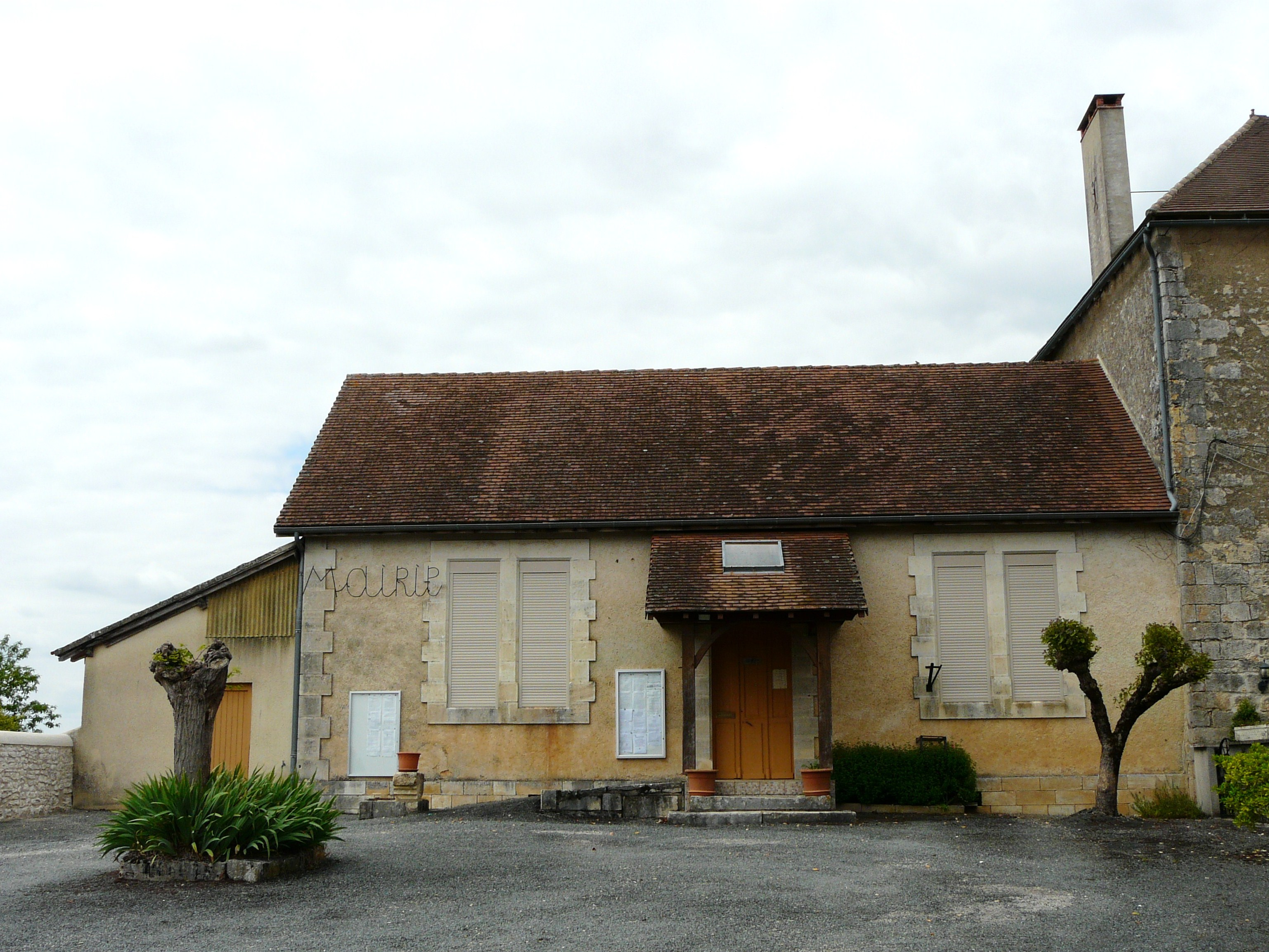
Мэрия
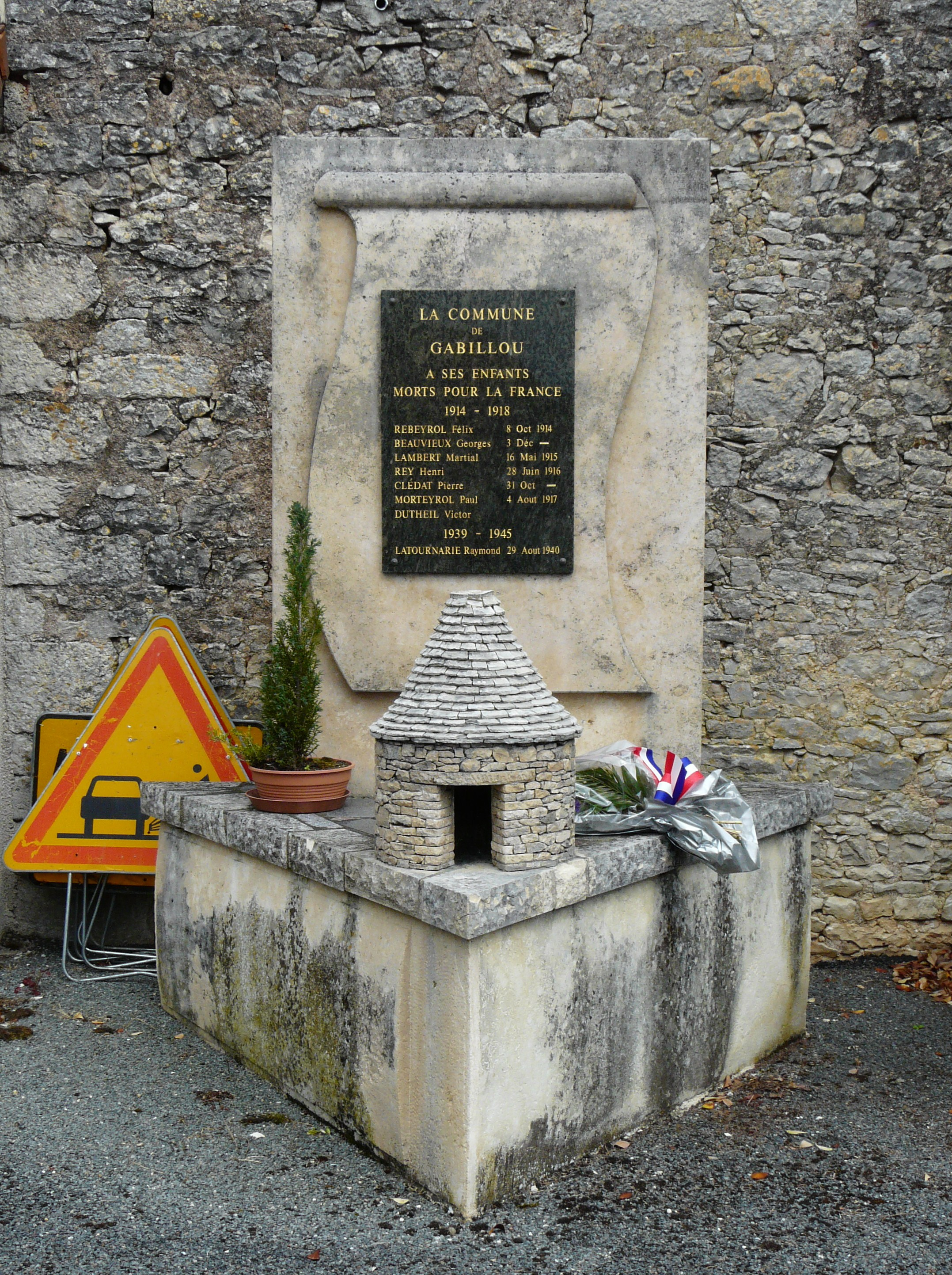
Монумент павшим
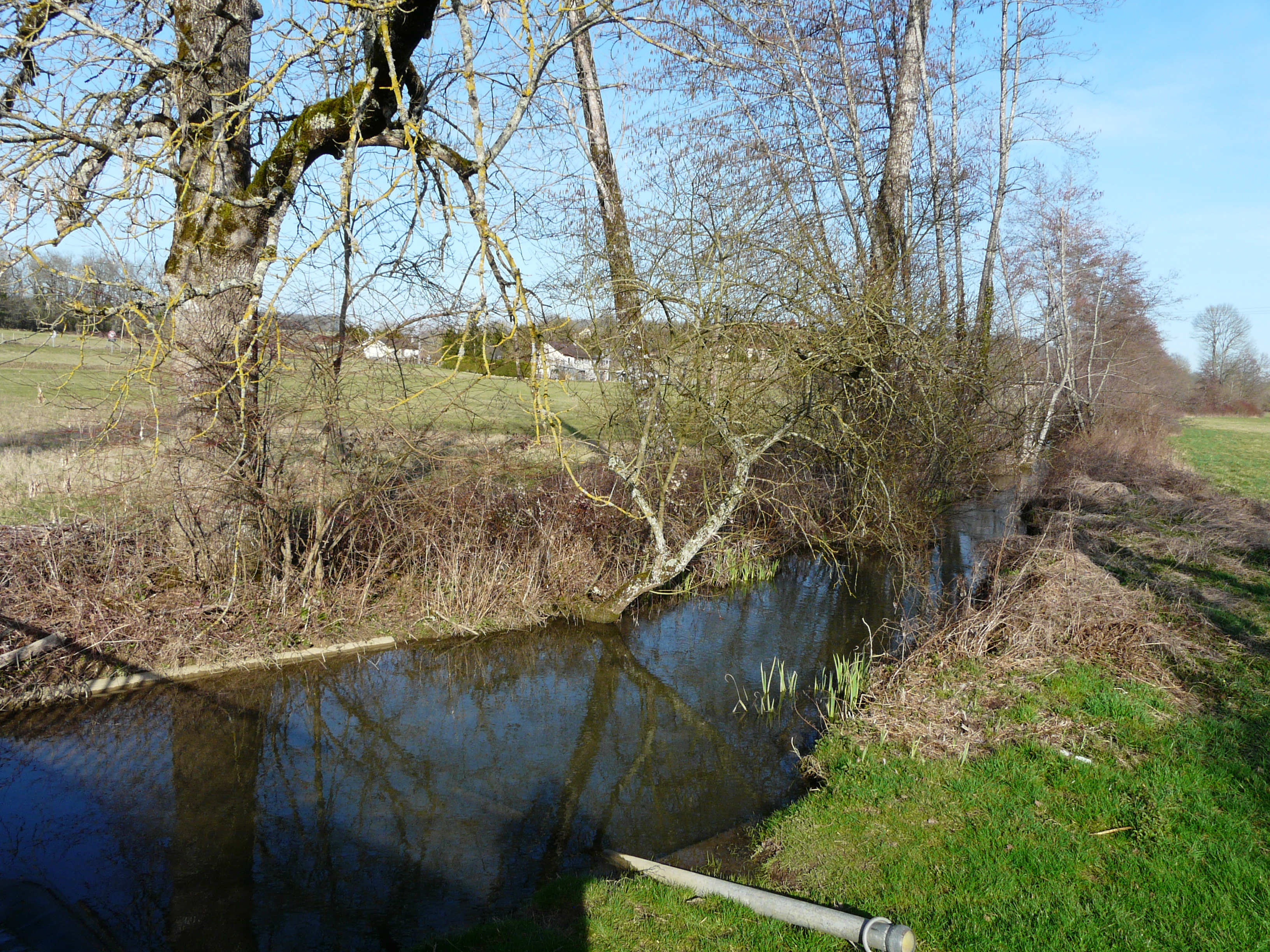
Река Су
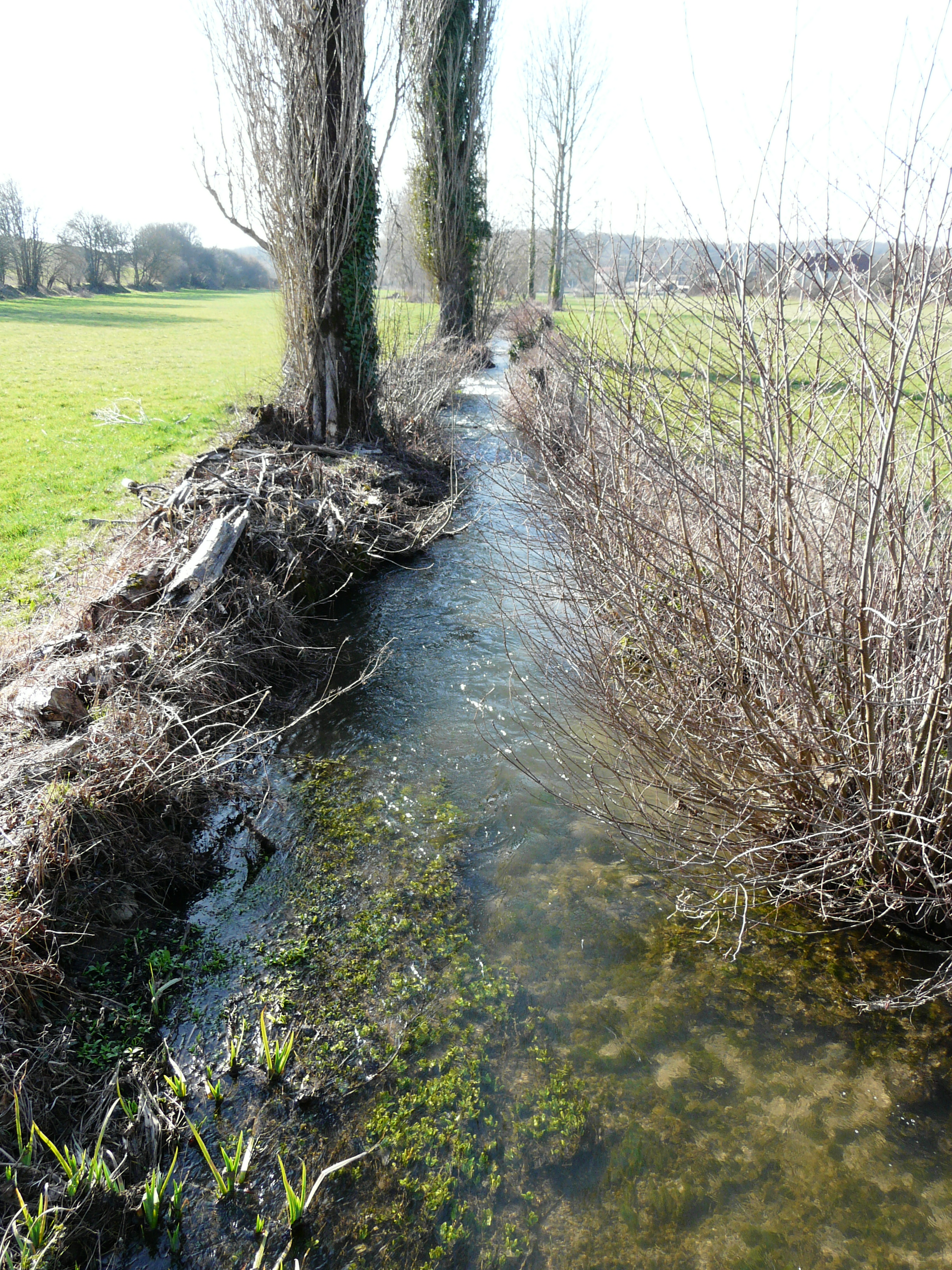
Река Су